# Philippe Cattiau
Philippe Louis Eugène Cattiau (ur. 28 lipca 1892 w Saint-Malo, zm. 18 lutego 1962 tamże) – francuski florecista i szpadzista, multimedalista igrzysk olimpijskich i mistrzostw świata.
Na igrzyskach olimpijskich w Antwerpii w 1920 roku był drugi we florecie indywidualnym, w rundzie finałowej wygrywając dziewięć z jedenastu pojedynków i plasując się tylko za Włochem Nedo Nadim. W zawodach drużynowych Lionel Bony de Castellane, Gaston Amson, Philippe Cattiau, Roger Ducret, André Labatut, Georges Trombert, Lucien Gaudin i Marcel Perrot wywalczyli drużynowo srebrny medal. Kolejne dwa medale zdobył podczas igrzysk olimpijskich w Paryżu w 1924 roku. Razem z Lucienem Gaudinem, André Labatutem, Rogerem Ducretem, Henrim Jobierem, Jacquesem Coutrotem, Guy de Lugetem i Josephem Perotaux zdobył złoty medal we florecie drużynowym. W rywalizacji indywidualnej ponownie był drugi, w rundzie finałowej wygrywając pięć z sześciu pojedynków i plasując się tylko za Ducretem. Na rozgrywanych cztery lata później igrzyskach olimpijskich w Amsterdamie wspólnie z Rogerem Ducretem, André Labatutem, Lucienem Gaudine, Raymondem Flacherem i André Gaboriaudem zdobył drużynowo srebrny medal. W turnieju indywidualnym był tym razem piąty, wygrywając siedem z jedenastu pojedynków. Podczas igrzysk olimpijskich w Los Angeles w 1932 roku wystartował w czterech konkurencjach. Najpierw Edward Gardère, René Lemoine, René Bondoux, René Bougnol, Philippe Cattiau i Jean Piot zwyciężyli we florecie drużynowym. We florecie indywidualnym był dziewiąty, wygrywając dwie z dziewięciu walk w rundzie finałowej. Następnie Francuzi w składzie: Fernand Jourdant, Bernard Schmetz, Georges Tainturier, Georges Buchard, Jean Piot i Philippe Cattiau zdobyli złoty medal w szpadzie drużynowej. W szpadzie indywidualnej był szósty, w rundzie finałowej wygrywając sześć z jedenastu pojedynków. Brał też udział w igrzyskach olimpijskich w Berlinie w 1936 roku, gdzie razem z Georgesem Buchardem, Michelem Pécheux, Bernardem Schmetzem, Henrim Dulieux i Paulem Wormserem zdobył brązowy medal w szpadzie drużynowej. Indywidualnie tym razem nie startował.
Podczas mistrzostw świata w Vichy w 1927 roku (oficjalnie imprezy tego cyklu rozgrywane są pod tą nazwą od 1937) wywalczył srebrny medal we florecie indywidualnym, przegrywając tylko z Włochem Oreste Pulitim. Wynik ten powtórzył na mistrzostwach świata w Neapolu dwa lata później, ponownie plasując się za Pulitim. Zdobył też dwa srebrne medale we florecie drużynowym: na mistrzostwach świata w Liège (1930) i mistrzostwach świata w Paryżu (1937).
Równocześnie zdobywał medale w szpadzie, pierwszy na MŚ 1929, gdzie zwyciężył w turnieju indywidualnym. Na MŚ 1930 obronił tytuł sprzed roku, zdobywając także brązowy medal w zawodach drużynowych. W kolejnych startach zdobył również złote medale drużynowo na mistrzostwach świata w Warszawie (1934) i mistrzostwach świata w Lozannie (1935).
Po zakończeniu kariery, w latach 1946-1962 był dyrektorem hali szermierczej Automobile Club of France, zastępując na tym stanowisku Luciena Mérignaca. Pracował także jako trener, prowadząc między innymi reprezentację Francji we florecie i szpadzie.